# Battaglia di Jucar
La battaglia del fiume Júcar fu una delle tappe più importanti della guerra sertoriana, in atto già da tempo, che aveva visto l'abile generale Quinto Sertorio, rimasto come ultimo sostenitore della causa mariana contro quella sillana in Spagna, dove aveva conquistato la fiducia delle tribù celtibere e delle legioni di stanza. Contro di lui venne mandato nel 76 a.C. Pompeo, reduce da due vittorie in Spagna e in Sicilia contro i mariani, che decise , dopo un anno di sconfitte, di attaccare Sertorio sullo Júcar. L'origine del conflitto risale alla precedente guerra civile tra romani che aveva visto contrapposti Gaio Mario e Lucio Cornelio Silla Sertorio prese parte alla fazione mariana, che venne però sconfitta nell'82 a.C., perdendo così Roma e l'Italia. Sertorio, avuto notizia della sconfitta della sua fazione aveva così deciso di ritirarsi in Spagna e di preparare la difesa avvalendosi delle tribù celtibere per rimpiguare la cavalleria. Le prime spedizioni erano fallite, e da tre anni Quinto Cecilio Metello cercava di porre fine, senza riuscirvi, alla guerra.

## Svolgimento
Pompeo disponeva, secondo Plutarco, di 18 000 fanti e 4 000 cavalieri; Sertorio, invece, doveva disporre di forze superiori in numero, ma qui le fonti sono discordi; i frammenti dell'opera di Appiano parlano di 30 000 uomini, mentre Plutarco parla di 25 000 uomini, probabilmente la cifra più vicina alla realtà.
Pompeo decise di attaccare Sertorio approfittando del ritardo di uno dei suoi luogotenenti, Marco Perperna Ventone, che si era attestato su un'altura. Pompeo decise di attaccarlo con la cavalleria, sorprendendolo. Perperna perse un quinto della cavalleria nel tentativo di fronteggiare il nemico, ma Pompeo non ne approfittò cercando di attaccare il fianco scoperto di Sertorio, anzi, rimase a combattere Perperna, dando tempo a Sertorio di organizzare il contrattacco. L'ala destra di Pompeo, infatti, si era separata dal centro a causa di un fiume, e Sertorio attaccò l'ala scoperta e la massacrò. Poi attaccò il fianco scoperto del centro. Perperna si ritirò, e Pompeo decise di caricare Sertorio, venendo ferito al fianco. La carica venne respinta e Pompeo fu costretto a ritirarsi. La battaglia sarebbe finita con una sconfitta se Metello non fosse arrivato il giorno dopo con il suo esercito, impedendo a Sertorio di avanzare e assediando la città di Valentia Edetanorim (Valencia), base di rifornimenti per Sertorio.
La vittoria di Sertorio non fu determinante ai fini della guerra, e Pompeo, alla sua prima campagna militare contro un generale alla sua altezza, aveva miseramente fallito e incontrato due sconfitte oltre a quella di Jucar, mentre Metello, che aveva denigrato per ottenere il comando della guerra, otteneva brillanti vittorie contro i celtiberi ed i luogotenenti dello stesso Sertorio.

## Fonti
- Appiano, Bellum Hispaniense
- Plutarco, Vita di Pompeo
- Plutarco, Vita di Sertorio
- Frediani, Grandi Condottieri di Roma